# 吉田好伸
吉田 好伸（よしだ よしのぶ、1938-1976）は日本の建築家。坂倉準三設計事務所で勤務した後、吉田好伸建築設計事務所の主宰として活動。

## 代表作品
- 上野市西小学校体育館（1966、吉田好伸＋坂倉準三）
- 大阪府総合青少年野外活動センター（AIJ作品賞受賞、1967年日本建築学会賞、西澤文隆，山西嘉雄，太田隆信らと）
- タイ・ラカバン農業学校（1970、戸尾任宏 清田育男 阿部勤らと）
- アサヒビル
- 末石山荘
- 泉北ニュータウン泉が丘地区横塚台近隣センター・高層住宅
- 宗像邸
- 藤本邸
- フォルム・システム研究所・コートハウスオンザトップ（1974）